# Corrida camarguesa
La corrida camarguesa es un deporte en el que los participantes intentan atrapar los atributos galardonados situados en la frente y los cuernos de un buey llamado cocardier o biòu (buey en provenzal), pero al que a veces se le confiere la dignidad de un toro llamándolo: toro cocardier. Este juego deportivo, en el que no se da muerte al animal, se juega en los departamentos franceses de Gard, Hérault, gran parte de Bouches-du-Rhône, así como en algunos municipios de Vaucluse. La competición deportiva se organiza en tres trofeos con el Trophée des As, el Trophée des Raseteurs y el Trophée de l'Avenir.

La corrida camarguesa se practica en una región que se extiende mucho más allá  de la Camarga: desde las puertas de Aviñón hasta Montpellier, uniéndose alrededor del delta del Ródano parte del Languedoc y de la Provenza, según una tradición que se remonta a la Edad Media.

## Historia

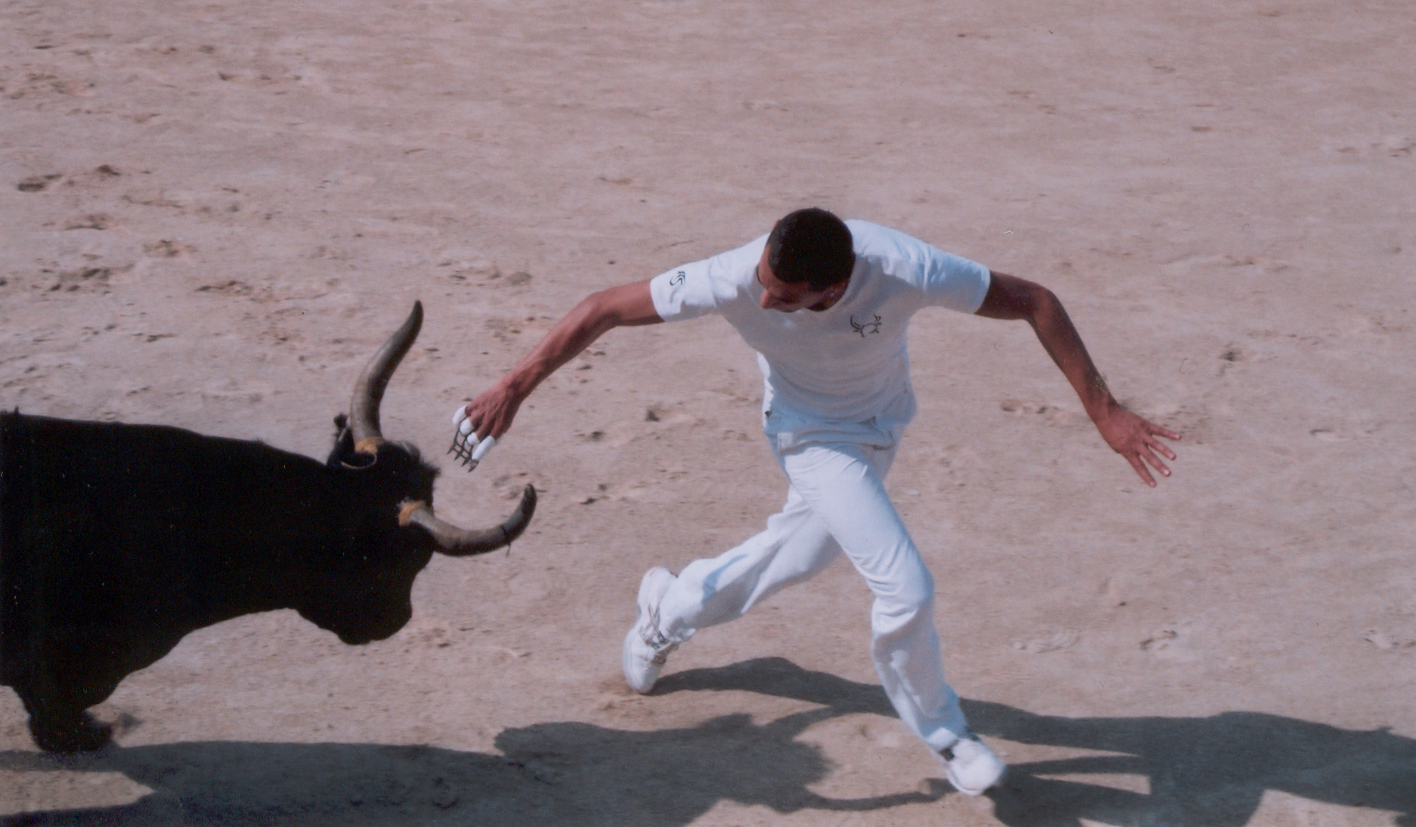
Raseteur tratando de atrapar los atributos galardonados.Plaza de toros de Palavas, feria del 30 de abril de 2007

Los primeros vestigios de las corridas camarguesas hacen referencia a las hazañas de un Capitán de Ventabren, que se habría enfrentado a furiosos toros en una fecha imprecisa, y de dos carreras de toros que Catalina de Médicis, y posteriormente Enrique IV, habría presidido en la Camarga ya en el siglo XVI. Otros historiadores señalaban fechas más antiguas: los juegos de toros que se celebraron en Arlés durante una feria organizada en Pentecostés en el siglo XII o XIII. En el siglo XVI, las menciones a ese tipo de juegos se multiplicaron en los pueblos del sur del Gard y en la región de Nimes; extendiéndose a Aviñón y sus alrededores en el siglo XIX.
Los orígenes de los juegos de toros en la Camarga están frecuentemente vinculados a las actividades de los mataderos. Pero en el campo, tenían lugar en las granjas, antes de llegar a las ciudades donde formaban parte de los festivales, en las plazas o en las calles. Jean Baptiste Maudet informa de una carrera dada en 1594 en Arlés frente a Catalina de Médicis y el joven rey Carlos IX. Mucho antes del siglo XIII ya había una fuerte afición en el lugar, e incluso antes de la importación de los toros españoles, ilustrada tanto por los juegos rurales como por las carreras. También hay testimonios escritos sobre manadas y ferradas ya en 1551 bajo la pluma de Quiqueran de Beaujeu: La ferrada es para imprimir con un hierro rojo la marca de los amos en las nalgas de los toros. Diez años después, fue Poldo d'Albenas quien definió el hierro como la forma más segura de reconocer a un animal de su rebaño si se perdía o era robado.
A pesar de que la corrida camarguesa nació de los juegos rústicos de vaqueros y carniceros, muy pronto interesó a la burguesía de la Revolución Francesa. La corridas camarguesas participan en las celebraciones patrióticas. Los cuernos de los toros están decorados con flores de pañuelo y todo tipo de elementos, el más importante de los cuales es la cinta roja que decora la frente del toro y que lleva el nombre de escarapela. La raza camarguesa ha conocido varios nombres. Designada, en primer lugar, con el nombre de raza provenzal en el siglo XV debido a un antagonismo histórico entre el Languedoc y el Nacioun Provençalo que los eruditos han mantenido y que el folclore extendió hasta el siglo XIX. Entonces se denominó corrida libre, y la ciudad de Lunel fue declarada capital.
El 27 de febrero de 1966, el congreso celebrado en Noves, en las Bocas de Ródano, adoptó la puesta en marcha del proyecto Vignon. La corrida a la cucarda encuentra su primera regulación en la Carta de la corrida a la cucarda. En ella, aunque el término "corrida libre" continuó utilizándose durante mucho tiempo, se volvió obsoleto y dio paso al, previamente mencionado, "corrida a la cucarda". 
En 1975 se crea, en virtud de la ley de asociaciones de 1901, la Federación Francesa de la corrida camarguesa.
El 10 de octubre de 1975, la Federación Francesa de Carreras de Camarga (FFCC) fue aprobada por el Ministerio. La corrida camarguesa está reconocida como deporte por la Secretaría de Estado de Juventud y Deportes. La corrida a la cucarda se convirtió definitivamente en la corrida camarguesa.

## La corrida camarguesa

### Antes la corrdia camarguesa

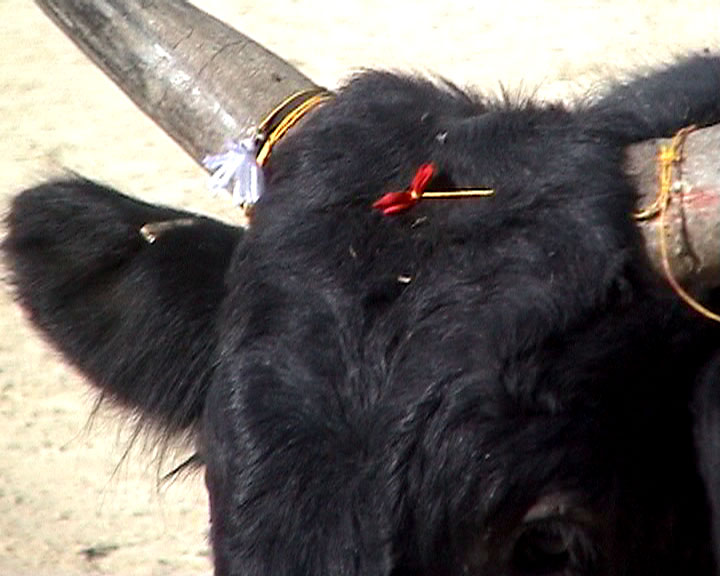
Las características : la escarapela, la borla y la cuerda.

El abrivado precede a la corrida camarguesa; es la llegada al ruedo de los toros que vienen de los prados, acompañados a caballo por los guardianes de la manada. Su regreso a las praderas después de la carrera en las mismas condiciones se llama bandido. El objetivo de los guardianes, los caballos y los toros es permanecer juntos; objetivo opuesto al de los corredores (attrapaïres), que consiste en desviar a los toros y deshacer su orden de marcha. Así fue hasta alrededor de los años 70. Desde entonces se trasladan en camiones, independientemente del prestigio o el rango de los diferentes toros.
Recientemente, una exposición fue dedicada a la cucarda de Goya, apodado el Señor de Provenza, en la ciudad de Beaucaire. Ejemplo del prestigio y de la admiración que las aficionados tienen por el toro.
Con una perspectiva igual a la española, en la corrida camarguesa el toro es la estrella del espectáculo. Por ello, si el animal resulta herido por un movimiento mal ajustado de un recortador  o por una mala recepción en un tiro de valla, los recortadores hacen una señal al presidente que ordena la suspensión de toda acción; el ganadero se acerca entonces para juzgar la herida de su animal y decidir si continúa o no la carrera.

### El curso de la corrida camarguesa

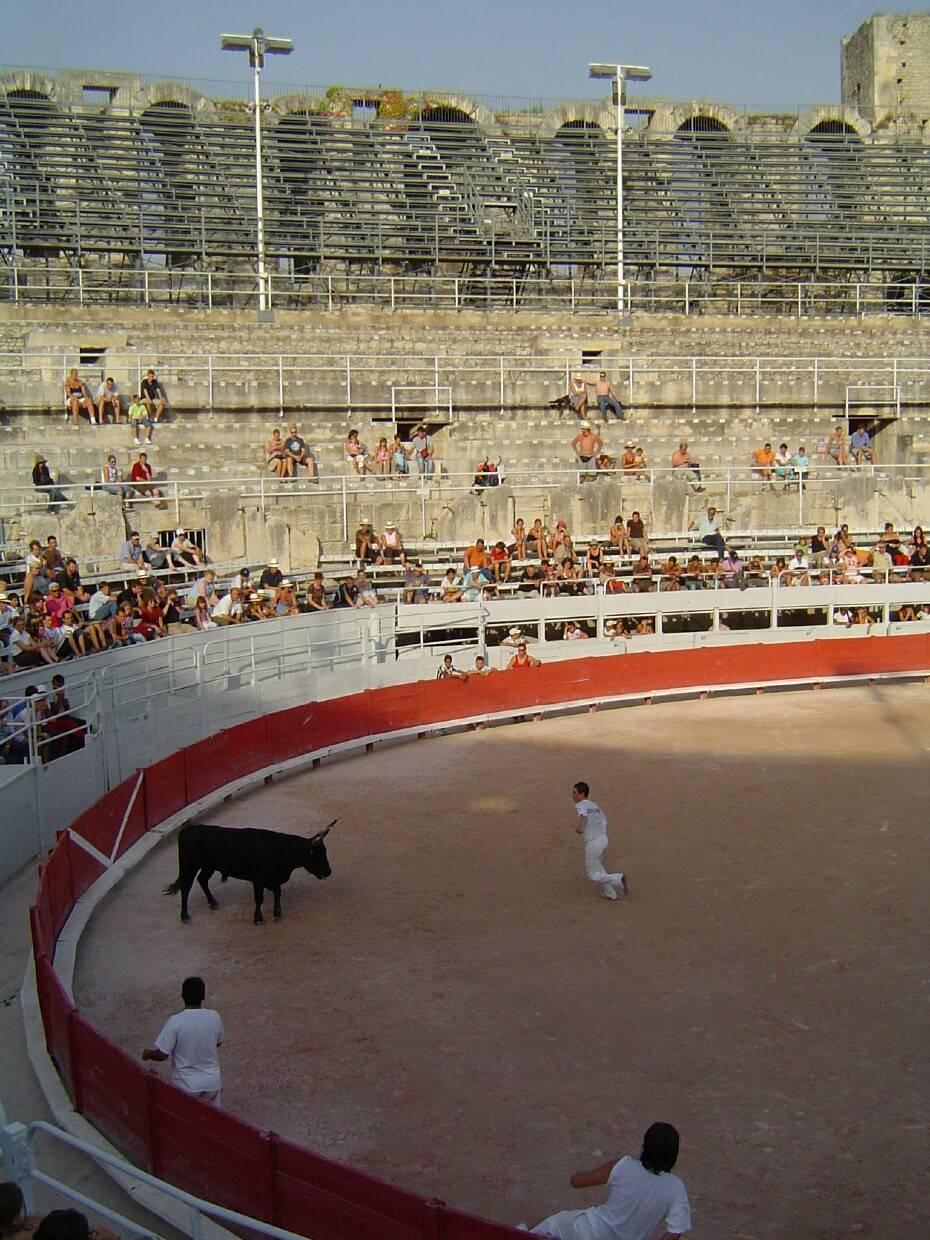
Corrida camarguesa en Arlés.

En la arena, la corrida comienza con un capelado que es el equivalente al paseíllo en la corrida de toros. El desfile tiene lugar al aire libre del Carmen, dividido en dos líneas sin ningún orden preliminar y termina con el saludo al presidente.
La llegada del toro a la arena es anunciada por una trompeta que toca L'èr di biòu.
Tras un minuto para que el astado se acostumbre a la arena, suena un segundo sonido para indicar a los recortadores el comienzo de su actuación, que, como su nombre indica, consiste en recortar al animal.

Cada recortador participa durante un máximo de 15 minutos por grupos independientes entre sí y asistidos por torneros, que son el equivalente a los peones de las corridas de toros. El número de protagonistas varía de una corrida a otra, generalmente de 4 a 20 personas, en función del tamaño del ruedo.
Tan pronto como deja el toril, el animal debe ser capaz de tomar una posición de espaldas a la barricada para observar a sus oponentes. Cuando corren hacia él con los brazos extendidos hacia su cabeza para tratar de conseguir una recompensa, reacciona con gran entusiasmo, persiguiéndolos  hasta el final de la pista.
Los recortadores desafían al toro con recortes para recoger atributos situados en sus cuernos. Estos atributos son trofeos que ganan puntos para determinar los mejores recortadores en los diferentes eventos de cada categoría, como los que se encuentran en las divisiones de fútbol: trofeo de l'Avenir, trofeo de los recortadores, trofeo des As. La escala es muy precisa: el corte de la escarapela vale 1 punto, apoderarse de la escarapela y las borlas 2 puntos por atributo, apoderarse del corte del frontal 1 punto, la apoderarse de cada cuerda 4 puntos. Por otro lado, los recortadores son remunerados en forma de bonos. El valor del atributo aumenta con el tiempo, con subastas patrocinadas por el público y anunciadas por el presidente a través del micrófono para alentarlos.
Después de la carrera, el toro regresa a su dehesa y con sus compañeros, físicamente intacto. Al final de la carrera, tiene lugar el bandido, que es un abrivado en sentido contrario: los toros vuelven a los prados.

### El recorte

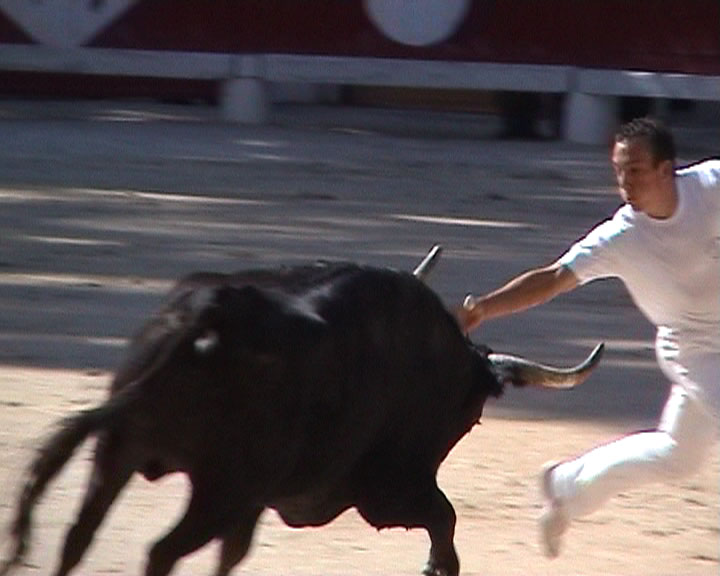
Recortador en acción.

Un recorte tiene lugar en cuatro etapas. El tornero puede ser un antiguo recortador. Ayuda  a arreglar al toro y desvía su atención del rastrero del toro para que el recortador pueda hacer su recorte. Su nombre está escrito en rojo en la parte de atrás de su ropa de punto. No tiene un crochet. Es el responsable de atraer la atención del toro y de ponerlo frente al recortador justo antes de que éste recorta al animal. Cuando la toro y el recortador se cruzan, el segundo aprieta su crochet e intenta apoderarse de un atributo; si es necesario, el salta sobre la barrera y luego se cuelga en la pared del recinto de la arena.

### Los atributos premiados
Los atributos son los elementos clave de la corrida camarguesa. De hecho, sin ellos, no habría juego. Hay tres atributos, que se describirán en el orden en que los recortadores deben quitarlos en la corrida.
- La escarapela es una cinta roja de cinco a siete centímetros de largo y un centímetro de ancho. Se ata con una cuerda en la parte superior de la frente del toro y en el centro.
- Dos borlas, de lana blanca, son colgadas por un cordón en la base de cada cuerno. Se dice que las borlas, introducidas en los años 20 para mejorar el juego, evocan los genitales perdidos del toro.[16]
- La cuerda que es el último atributo en ser removido se envuelve alrededor del cuerno con un número variable de vueltas determinado por la clasificación del toro.

Además del valor monetario, los atributos se clasifican según una escala: 1 punto para la escarapela, 1 para la frente, 2 puntos para las borlas, 4 puntos para la cuerda. Estos puntos cuentan para la clasificación general anual de los recortadores.

## Intervinientes y accesorios

### El recortador

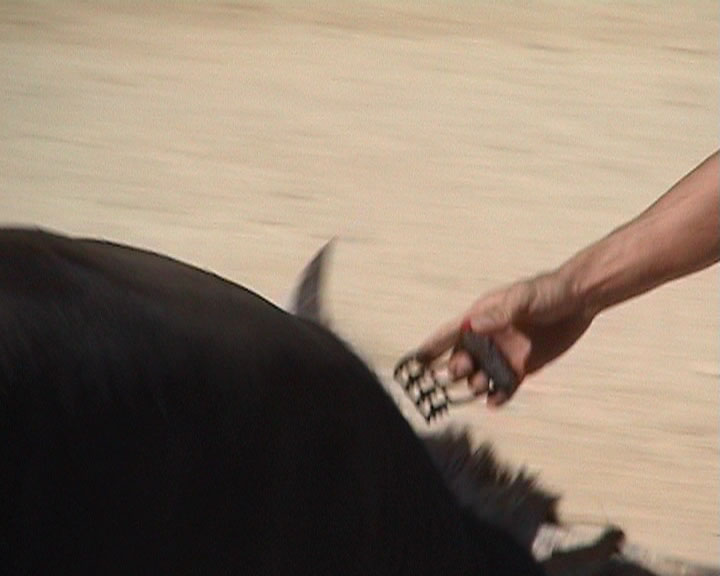
Un crochet.

Se enfrenta al toro para recoger los atributos premiados con un crochet. Él desencadena la carga del toro orientado por su volteador. El objetivo es cortar o levantar las escarapelas, borlas o cuerdas. Salta el vallado de la plaza de toros para protegerse y prepararse para su próxima acción.
Los recortadores profesionales son deportistas de elevado nivel que siguen un entrenamiento cotidiano.

### Los volteadores
Las antiguos recortadores siguen ayudando, dependiendo de si el recortador  es diestro o zurdo, a colocar o doblar el animal en la arena.

### La ropa
Tanto los recortadores como los volteadores deben usar un traje blanco. Su nombre está escrito en su camiseta, negro para los recortadores, rojo para los volteadores. Si su traje tiene una inscripción publicitaria, no puede exceder los 10 cm².

### El crochet
El crochet es una especie de peine de hierro con cuatro ramas de 8 cm de largo, cada una con cuatro dientes, conectadas por un mango en cruz, curvado hacia adentro. Se permite que se incluya en el mismo una barra transversal siempre que sea desdentada.

### El toro

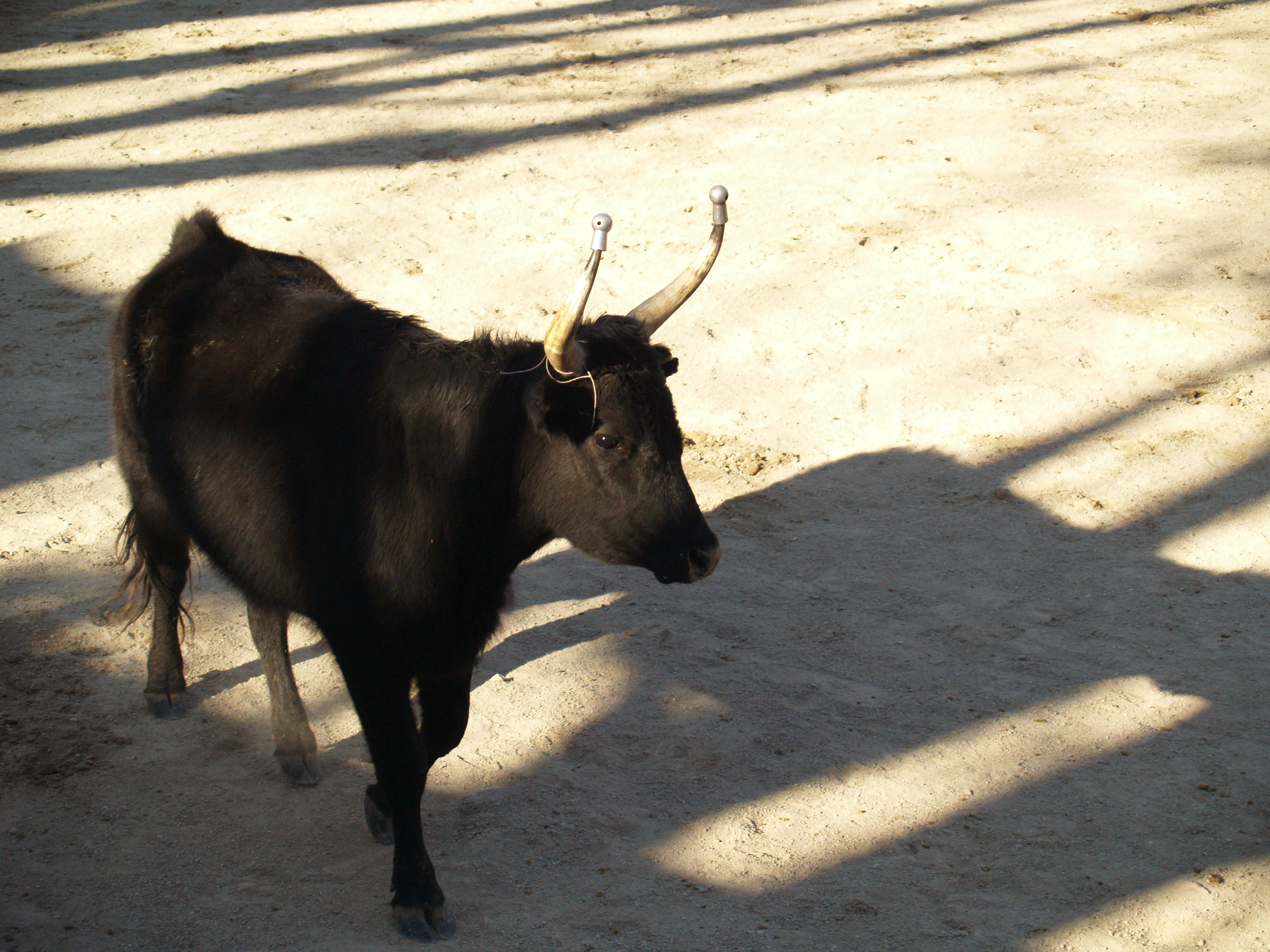
Un toro durante una sesión de entrenamiento.

El animal se llama toro de la escarapela porque es el que lleva la escarapela.
Como ya se ha indicado antes, una de las diferencias entre la raza camarguesa y la raza brava de toros de lidia es que los primeros son castrados cuando aún son becerros de un año de edad. 
Además, los toros camargueses son más pequeños (entre 250 y 350 kg para los machos),más nerviosos y rápidos que su primos españoles y sus cuernos tienen forma de lira o de cruasán.
El mejor toro de la temporada gana un premio cada año: el Toro de Oro, otorgado por un jurado. El rendimiento de un toro estrella podría, en 1998, ser remunerado con 30000fr.

## Trofeos y competiciones

### Los Trofeos
Cada año, los recortadores compiten en tres trofeos de diferentes categorías. La primera categoría participa en el trofeo de los ases, la segunda en el trofeo recortadores y la tercera en el trofeo del futuro.

### Las competiciones
Cada año, tres eventos atraen la atención de los afeciounados, el equivalente provenzal del aficionado español. Según Frédéric Mistral, la palabra afeciounado significa pasión, celo, y "quien tiene gusto por".
- El Toro de Oro de Arlés, fundado en 1931, es el trofeo con más de entidad y el más prestigioso.
- La Palma de oro de Beaucaire ;
- La final del Trofeo de los Ases, que tiene lugar, en alternancia, en Nimes y Arlés.

Estas tres son las más importantes, pero se celebran muchas otras como el Trofeo de San Juan. Todas ellas cuentan para el Trofeo de los Ases.

## El desarrollo de la corrida camarguesa
El reconocimiento institucional por aprobación ministerial de la Federación Francesa de corridas camarguesas en 1975 favoreció el aumento del número de competiciones y la racionalización de las corridas, indumentaria y otros elementos accesorios. 
Estos hechos permitieron que progresivamente, desde principios de los años ochenta, las corridas camarguesas experimentaron una verdadera explosión en 2004, cuando se celebraron 921 carreras con 250.000 espectadores según las cifras dadas por la Federación Francesa de corridas camarguesas, con un ligero aumento en 2005 (263.653 espectadores).
Sin embargo, se ha producido un ligero parón en el aumento del número de espectáculos debido a las nuevas normas de la URSSAF sobre la tributación de las primas consideradas como remuneración del trabajo. Pero, si en algunos municipios como Saint-Hippolyte-du-Fort, Quissac o Calvisson dejaron de celebrarse, al mismo tiempo se produjo una notable extensión hacia las zonas geográficas de bandido y abrivados. Eventos que solían tener lugar en las ciudades cercanas a las granjas, y que ahora están más ampliamente vinculados a todos los festivales que están estrechamente o remotamente relacionados con la cultura del toro. El crecimiento del número de este tipo de espectáculos en la Camarga está en el origen del desarrollo del número de explotaciones, que prácticamente se ha triplicado desde 1970: a finales de los años 90 había más de 150 manadas, mientras que en 1970 sólo había 50. Actualmente cada manada tendría 15.000 hectáreas parcialmente estabilizadas en el parque natural Regional de Camarga.

## Presencia en el cine
- La película De donde vienes Johnny? visualiza en una escena una corrida camarguesa acompañada del Paso de l'abrivado, especialmente compuesta por Eddie Vartan.